# Estadio Ilie Oană
El Stadionul Ilie Oană es un estadio de fútbol de la ciudad de Ploieşti, Rumania. El estadio tiene una capacidad para 16 000 espectadores y en él disputa sus partidos como local el Petrolul Ploieşti.
El estadio fue construido en el mismo lugar que se erigía el antiguo estadio y fue inaugurado en agosto de 2011. El nuevo estadio puede albergar semifinales de UEFA Europa League y partidos de fase de grupos de la Liga de Campeones de la UEFA.